# Hydroides gracilis
Hydroides gracilis är en ringmaskart som först beskrevs av Bush 1905.  Hydroides gracilis ingår i släktet Hydroides och familjen Serpulidae. Inga underarter finns listade i Catalogue of Life.